# De Nederlandsche Bank
De Nederlandsche Bank (DNB) é o banco central dos Países Baixos, sediado em Amsterdã. Localiza-se na Praça do Frederíco (Frederiksplein) no centro da cidade. Foi fundado durante a primeira metade do século XIX com o objetivo de estimular a economia do país. Tem como função controlar a política monetária dos Países Baixos. Faz parte do Sistema Europeu de Bancos Centrais.

## História

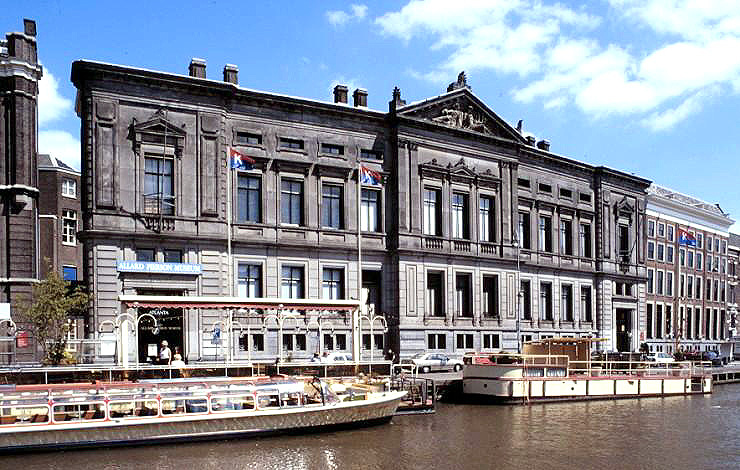
Antiga sede do DNB, desde 1976 sede do Museu Allard Pierson

De Nederlandsche Bank foi fundado em 25 de março de 1814 por decreto real de Guilherme I, como parte do esforço de estimular a economia dos Países Baixos após a ocupação francesa. Após a sua fundação, a instituição passou a ocupar uma edificação em frente à uns dos canais no centro de Amsterdã.
Em virtude da Lei Bancária (Bankwet) de 1863 DNB foi obrigado a estabelecer agências em todas as províncias do país. De Nederlandche Bank abriu depois agências em outras cidades, entre outros em Groninga, Roterdã e Utreque.
Aproximadamente oitenta e cinco anos depois o DNB foi nacionalizado pela Lei Bancária de 1948 e passou a ser subordinado ao Ministério das Finanças dos Países Baixos.
Em 1961, teve início as obras de construção do atual prédio que serve de sede para o banco central. Após a conclusão em 1968, a então rainha Juliana realizou a cerimônia oficial de inauguração da nova sede do DNB. A sede está localizada no local do antigo Paleis voor Volksvlijt, na Frederiksplein, que serviu de local para a exposição mundial, inaugurado em 1864 e destruído por um incêndio em 1929.
A partir de 1 de junho de 1998, De Nederlandsche Bank, faz parte do Sistema Europeu de Bancos Centrais. Na mesma data, entrou em vigor a nova Lei Bancária (1998), após cerca de 185 anos de existência sem quase alterações estruturais.